# Giunture
Giunture o La Giuntura (Indura in dialetto locale, Juncturae in latino) è una frazione del comune di Sant'Apollinare, in provincia di Frosinone. Nei suoi pressi si forma il fiume Garigliano, con la confluenza del Gari nel fiume Liri (giuntura, appunto). La località segna il confine tra i comuni di Cassino e Sant'Apollinare.

## Storia
Giunture è stato fondato con il nome di Juncturae dai monaci benedettini prima dell'anno 1000, in quanto la zona tra i fiumi Gari e Liri era, come d'altronde è ancora, molto fertile, e situata al termine del tratto di fiume navigabile (provenendo dal Mar Tirreno). Pare che presso tale località vi fosse un porticciolo d'attracco per le navi da trasporto provenienti dal Tirreno ed in particolare per le merci destinate all'Abbazia di Montecassino. Dall'anno 1000 e fino al 1300 circa, l'Università (così erano nominate le località della Terra di San Benedetto) di Juncturae divenne un importante punto di riferimento dell'intero feudo benedettino. Nel 1040 l'Abate di Montecassino Richerio dota l'Infermierato di Montecassino (una sorta di Ospedale dell'epoca) dei beni derivanti da "terre, case, chiese, selve, acque, molini, peschiere. Gli uomini che vi abitavano erano tenuti a servire l'Infirmario e corrispondergli il terratico, il glandatico, i polli e i servizi". Nei documenti benedettini ricorre il nome di Nicola da Iuntura, Magistro costruttore di numerosi edifici in tutta la Terra di San Benedetto durante la prima metà del Duecento.
Nel 1183 papa Lucio III in un documento cita ancora Junturae, confermando il servizio dei suoi abitanti per l'Infermierato. Di Juntura vi sono documenti conservati presso la biblioteca del Monastero di Montecassino nel periodo di tempo dal 1040 fino al 1578. La località è andata spopolandosi dopo le varie scorrerie dei barbari che hanno interessato l'attuale basso Lazio.
Nel 1692 la località era quasi disabitata: il 13 settembre 1692, infatti, papa Innocenzo XII conferisce all'Abate di Montecassino l'incarico di investigare circa la depredazione di beni subiti dalla chiesa di San Martino in Sant'Apollinare, situata presso la congiunzione, e scomunicare gli illeciti detentori.
Dall'anno 1302 fino al 1861 il territorio della località rientrò nel Regno di Napoli e poi nel Regno delle due Sicilie. Diversi anni dopo il territorio della località rimase, negli anni, condiviso tra i comuni di Sant'Angelo in Theodice e Sant'Apollinare (il primo appartenente al Circondario di Sora e al Mandamento di San Germano, l'altro appartenente al Circondario di Gaeta ed al Mandamento di Roccaguglielma - oggi Esperia). Il municipio di Sant'Angelo, con il decreto dell'allora re delle due Sicilie Francesco II dell'11 luglio 1860 (n°36), fu poi soppresso ed annesso al comune di San Germano (oggi Cassino). 
Oggi, la porzione della località appartenente al comune di Cassino viene anche chiamata "colle nuovo".

## Posizione geografica
La frazione, raggiungibile principalmente dalla Strada Regionale (già Provinciale) dei Santi, è posta alle propaggini meridionali della Valle del Liri e dà origine alla gola della Valle del Garigliano, tra i Monti Aurunci ed il vulcano spento di Roccamonfina. Risulta quindi essere una zona di confine molto rilevante, in quanto in una manciata di chilometri si possono raggiungere agevolmente tre province (Latina, Caserta e Isernia) e due regioni (Campania e Molise) italiane. 
Le coste del Mar Tirreno sono quindi accessibili a circa 30 km (Scauri), a 17 km è raggiungibile la millenaria Abbazia di Montecassino, mentre con altrettanti km si raggiunge, ad esempio, il Sacrario Militare di Montelungo e le Terme di Suio.
Caserta è la città d'arte più vicina, a meno di 70 km, mentre con circa 90 è raggiungibile Napoli e con circa 140 Roma. Tra i centri abitati medio-piccoli, Cassino è situata a 10 km circa, Formia e Gaeta a 35 e 40 rispettivamente, Sessa Aurunca a 30, Venafro a 25.
Con circa 90 km di strada si raggiunge poi il Parco Nazionale d'Abruzzo, mentre a raggio più breve sono presenti il Parco nazionale del Matese e quelli regionali di Roccamonfina e degli Aurunci.
In quanto a servizi pubblici, la fermata bus COTRAL (per Cassino, Scauri, Suio Terme) è posta sulla Strada Regionale dei Santi, mentre gli scali ferroviari più comodi e di rilevanza sono Cassino e Formia-Gaeta, sebbene ve ne siano altri (Fontanarosa-Cervaro) anche più vicini ma più carenti di servizi a lungo raggio. L'Autostrada del Sole è equidistante nelle stazioni di San Vittore e Cassino (circa 7 km).

## Edifici Pubblici
Nella località era presente una scuola primaria (chiusa a fine anni Settanta), il cui edificio è ancora presente e a partire dagli anni Ottanta è stato diverse volte sfruttato come circolo ricreativo, in occasione anche della costruzione di un campo di bocce nei pressi. Alcune aule sono oggi utilizzate dal comune di Sant'Apollinare come archivio, mentre i restanti locali (ad esempio, i servizi igienici) sono utilizzati durante la locale festa, a fine agosto. 
La chiesetta della Madonna di Canneto è stata invece edificata nell'immediato dopoguerra e tuttora utilizzata per la Messa domenicale. Non distante da quest'edificio è in costruzione la nuova chiesa sussidiaria, che andrà a sostituire quella esistente, relativamente piccola ed in condizioni difficili per un restauro integrale.

## Economia
L'economia di questa località è legata all'economia del cassinate, con gran parte degli abitanti impiegati nell'industria e nei servizi. Non mancano i lavoratori nel settore agricolo (granturco, orzo, grano, pioppi da cellulosa) ed alla pastorizia (ovini e bovini) con produzione di pregiati formaggi pecorini. 

## Eventi
Nella località esiste una chiesetta dedicata alla Madonna di Canneto, presso la quale ogni anno, nell'ultima domenica di agosto, si svolge una festa con relativa grande processione. La statua che viene portata durante la festa tra le strade della zona, è una replica lignea della statua della Madonna di Canneto situata a Settefrati.